# Бряг Моусън
Бряг Моусън (на английски: Mawson Coast) е част от крайбрежието на Източна Антарктида, в западната част на Земя Мак. Робъртсън, простиращ се между 67°15’ и 67°45’ ю.ш. и 60° и 67° и.д. Брегът е разположен в западната част на Земя Мак. Робъртсън, покрай брега на море Съдружество, част от Индоокеанския сектор на Южния океан. На запад граничи с Брега Кемп на Земя Ендърби, а на изток – с Брега Ларс Кристенсен на Земя Мак. Робъртсън. Крайбрежието му с дължина около 330 km е слабо разчленено и има малки слабо вдаващи се в сушата заливи – Тили, Ум, Утстикар, Холмевик, Нилсен и др. Големи участъци от брега не са покрити с лед и са оголени. В западната му част на около 50 – 70 km от брега се простира планината Фрамнес (връх Мил 1760 m), от която към морето се спускат малки континентални ледници.
Брега Моусън е открит през януари 1930 г. и след това е изследван и първично топографски заснет от смесената британско-австралийско-новозеландска антарктическа експедиция (БАНЗАРЕ 1929 – 1931), ръководена от австралийския полярен изследовател Дъглас Моусън. По-късно открития и изследван от експедицията бряг е наименуван от Австралийския комитет по антарктическите названия Бряг Моусън в чест на Дъглас Моусън, ръководителят на БАНЗАРЕ.